# Інкерман (Квінсленд)
Інкерман — сільське поселення та місцевість у графстві Бурдекін, Квінсленд, Австралія. За даними перепису населення 2016 року, в Інкермані проживало 145 осіб.

## Географія
На заході Інкерман обмежений Брюсським шосе та Північно-Береговою залізницею.
Хоча більша частина місцевості — рівнинна місцевість (0-10 метрів над рівнем моря), в Інкермані є такі гори:
- Пагорб Чарлі (19°42′30″ пд. ш. 147°27′49″ сх. д. / 19.7084° пд. ш. 147.4637° сх. д.) 32 метри (105 футів)[5]
- Гора Альма (19°43′50″ пд. ш. 147°31′03″ сх. д. / 19.7305° пд. ш. 147.5175° сх. д.) 104 метри (341 фут)[6]
- Гора Інкерман (19°44′44″ пд. ш. 147°29′45″ сх. д. / 19.7456° пд. ш. 147.4957° сх. д.) 219 метрів (719 футів)[7]

Переважне землекористування — вирощування цукрової тростини з деяким випасом місцевої рослинності.

## Історія
Інкерманське поштове відділення було відкрито в 1915 році як приймальне відділення (відоме деякий час як Інкерманський сайдинг) і закрито в 1975 році.
Інкерманське державне училище було відкрито 24 листопада 1915 року. Воно було закрите 31 грудня 1974 року. Його адреса: Воллес Роуд, 22 (19°45′05″ пд. ш. 147°29′37″ сх. д. / 19.7513° пд. ш. 147.4935° сх. д.). У січні 2008 року шкільні будівлі все ще стояли на цьому місці.
За переписом 2006 року в Інкермані проживало 520 осіб.
За переписом 2011 року в Інкермані проживали 364 особи.
За переписом 2016 року в Інкермані проживало 145 осіб.

## Списки спадщини
В Інкермані є ряд пам'яток, зокрема:

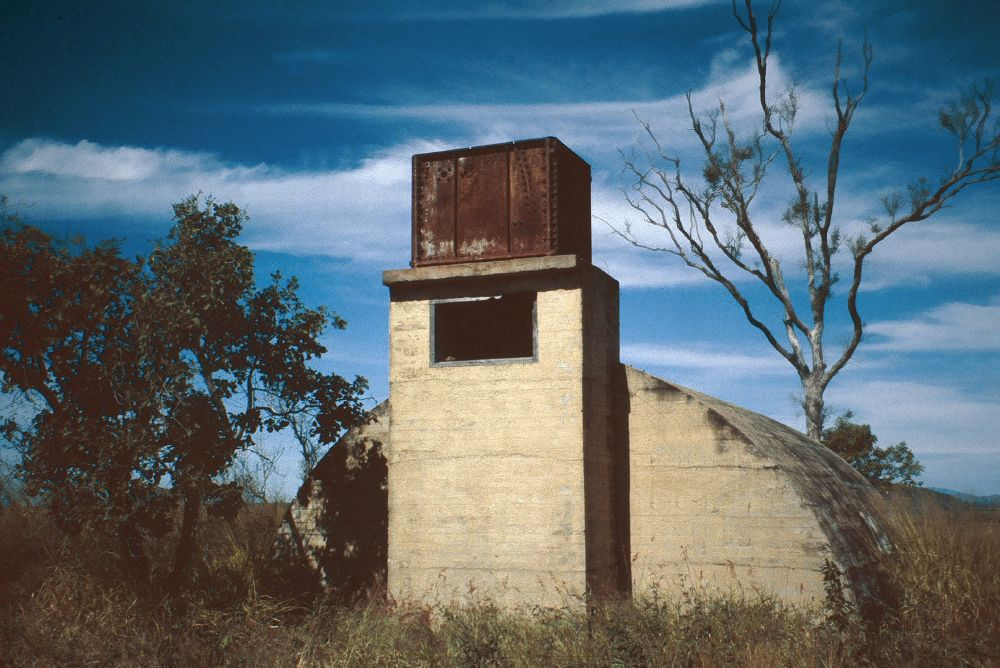
Радіолокаційна станція

- Біля дороги Чарліс-Хілл (19°42′32″ пд. ш. 147°27′48″ сх. д. / 19.7089° пд. ш. 147.4632° сх. д.): Радіолокаційна станція, Чарліс-Гілл

## Освіта
В Інкермані немає шкіл. Найближчими державними школами є Home Hill State School (початкова) і Home Hill State High School (середня), обидві в сусідньому Гоум-Гілл на північному заході.

## Пам'ятки

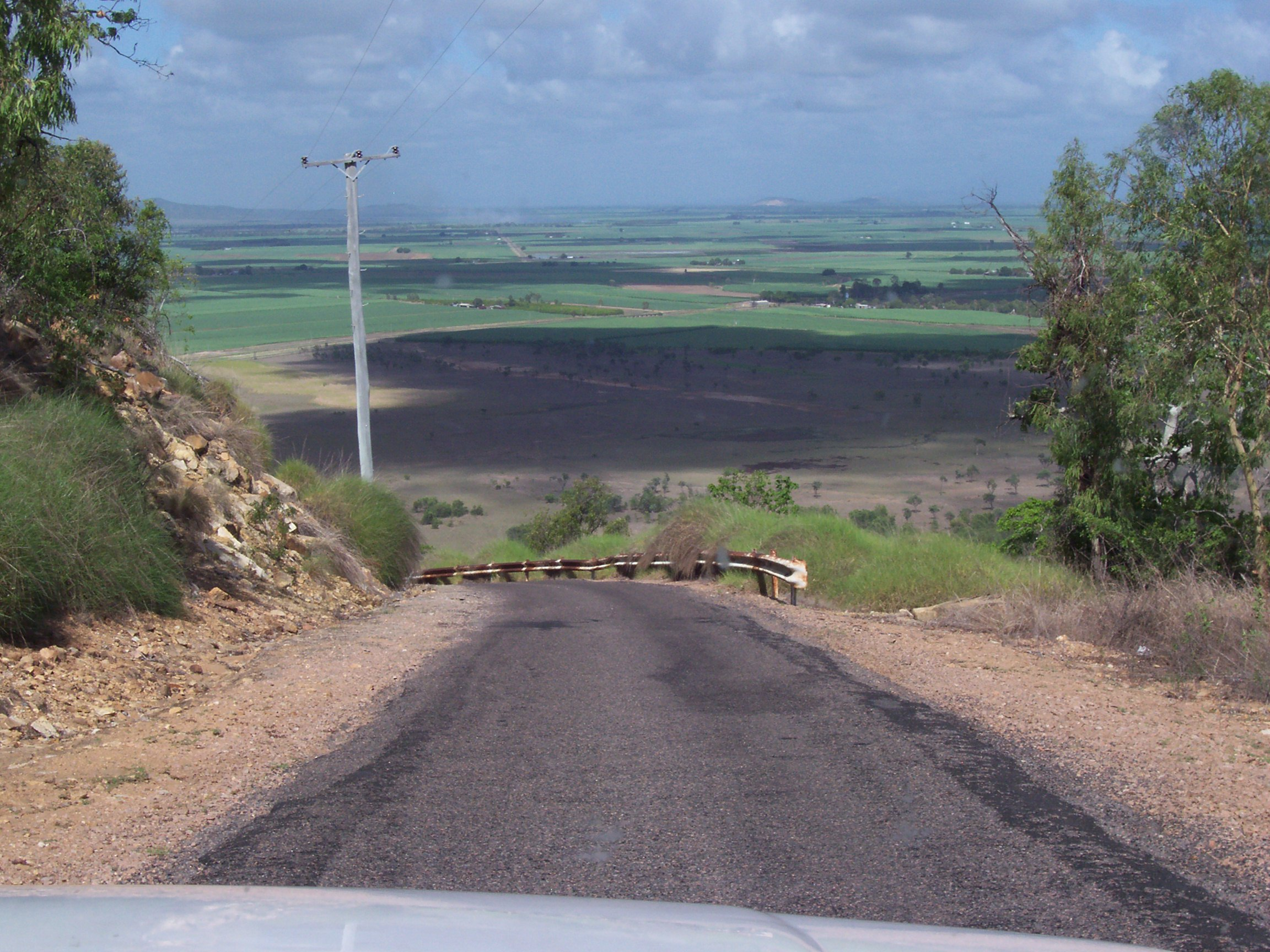
По дорозі вниз з оглядової гори Інкерман

На вершині гори Інкерман відкриваються краєвиди на всі боки, а також місця для пікніка. На вершину гори Інкерман веде дорога.
Чарліс-Гілл також має краєвиди та залишки радіолокаційної станції, яка внесена до списку культурної спадщини. Доступ до вершини здійснюється через неукріплену дорогу біля Чарліс-Гілл-роуд.